# Константин II од Грузије
Константин II (груз. კონსტანტინე II) (око 1447-1505), из династије Багратиони, је био краљ Грузије у периоду од 1478. до 1505. године. Почетком 1490-их, морао је да призна независност Имеретије и Кахетије, и да ограничи своју власт само над Картлијом. 1505. године Константин II је умро, а наследио га је његов син Давид Х. 

## Живот
Константин II је син принца Деметрија. 1465. године, заједно са својим ујаком, грузијским краљем Ђорђем VIII, Константин је пао у заробљеништво код Кварквара II, атабега Самцхеје (кнежевина у јужној Грузији). Он је успео да се избави из заробљеништва, и неуспешно је покушао да искористи одсуство Баграта VI, који је био у походу на Картлију, да преузме Имеретску престоницу Кутаиси. Упркос неуспеху он је себе сматрао краљем а касније је преузео власт у Картлију. Међутим, тек Багратовом смрћу 1478. године Константин успева да збаци с власти његовог сина, Александра II, и постане краљ Грузије, иако је она већ била фрагментисана и подељена претходним грађанским ратом. У 1483. години доживео је пораз од Кварквара II у бици код Арадетије. Александар је искористио његов пораз и преузео је власт у Имеретији али је изгубио престоницу Кутаиси 1484. повратком Константина. У зиму 1488. године Аккојунски Туркмени под вођством Халил Беја напали су грузијску престоницу Тбилиси, и освојили су град током дуже опсаде фебруара 1489. године. Иако је опсада града трајала дуго, ситуацију је одмах искористио Александар и преузео власт над Кутаисијем и Имеретијом. Од 1490. до 1493., Константин је био приморан да de jure призна своје рођаке Александра I од Кахетије и Александра II од Имеретије као независне владаре и да осигура значајну аутономију Кварквару II. Константину је преостала власт над Картлијом. Тако је током 15. века Грузија подељена на три независна краљевства (Картлија, Кахетија и Имеретија) и пет аутономних кнежевина (Самцхе, Мегрелија, Гурија, Абхазија и Сванетија).
Између 1492.-1496., Константин је покушао да добије међународну подршку за поново уједињење краљевине и одбране од све агресивнијих муслиманских царстава Османлија и Сафавида. Из тог разлога, грузијски амбасадори су послати у Бурџијском султанату у Египту код султана Кајтбеја, папе Александра VI и Изабеле I од Кастиље. Међутим нису добили жељену подршку.
После смрти Кварквара II на власт је ступио његов син Каихостро I, а само две године након доласка на престо Самцхетске кнежевине наследио га је његов брат Мзечабук. Истовремено, ирански Сафавиди, предвођени од стране новог краља (шаха) Исмаила I кренули су у инвазију на Ширваншах. Исте 1500. године, Исмаил I је натерао Константина да заједно са краљем Александром II нападне османске поседе у близини Табриза. Из предострожности, Исмаил је послао Александровог сина Деметрија у новоосвојену регију Ширван, где је принц преговарао о условима мира. Исмаил је обећао Константину, након што је Табриз био освојен, да ће укинути данак који је Константин плаћао Аккојунским Туркменима. Сви грузијски владари су допринели са по 3.000 војника постојећој Исмаиловој војсци од 7.000, и 1503. године су му помогли да поврати Нахчиван од Османлија. Међутим, Исмаил I је прекршио обећање, и Картлија и Кахетија су постале његови вазали.

### Смрт
Константин II је умро 1505. године, наследио га је његов син, Давид X. Према сачуваним црквеним записима, напустио је престо и замонашио се добиши име Ћирил 1503. или 1504. године.

## Породично стабло
|  |                             |  |  |  |  |  |  |  |  |  |  |  |  |  |  |  |
|  | 2. Demetrius III of Georgia |  |  |  |  |  |  |  |  |  |  |  |  |  |  |  |
|  |                             |  |  |  |  |  |  |  |  |  |  |  |  |  |  |  |
|  |                             |  |  |  |  |  |  |  |  |  |  |  |  |  |  |  |
|  | 1. Константин II од Грузије |  |  |  |  |  |  |  |  |  |  |  |  |  |  |  |
|  |                             |  |  |  |  |  |  |  |  |  |  |  |  |  |  |  |
|  |                             |  |  |  |  |  |  |  |  |  |  |  |  |  |  |  |
|  | 3. [[]]                     |  |  |  |  |  |  |  |  |  |  |  |  |  |  |  |
|  |                             |  |  |  |  |  |  |  |  |  |  |  |  |  |  |  |
|  |                             |  |  |  |  |  |  |  |  |  |  |  |  |  |  |  |

## Породица
Константин II се оженио 1473. године са извесном Тамаром (умрла око 1492.). Имали су неколико деце:
- Давид X од Картлија
- Ђорђе IX од Картлија
- Баграт I од Мухранија
- Димитри
- Вахтанг